# NGC 4399
NGC 4399 est une nébuleuse en émission située dans la constellation des Chiens de chasse. Cette région HII est située dans la galaxie NGC 4395 et elle a été découverte par le physicien irlandais George Stoney en 1850.
La galaxie NGC 4395 renferme deux autres régions HII très brillantes, soit NGC 4400 et NGC 4401.